# Арзуманян Роберт Андранікович
Роберт Андранікович Арзуманян (20 грудня 1940, місто Єреван, тепер Вірменія — 2000, місто Єреван, Вірменія) — вірменський радянський діяч, секретар ЦК КП Вірменії, 1-й секретар ЦК ЛКСМ Вірменії, 1-й секретар Ленінаканського міського комітету КП Вірменії. Депутат Верховної ради Вірменської РСР. Депутат Верховної ради СРСР 10-го скликання.

## Життєпис
У 1957 році закінчив середню школу імені Шота Руставелі в місті Єревані. З 1957 року працював робітником годинникового заводу в Єревані.
У 1964 році закінчив філологічний факультет Єреванського державного університету.
У 1964—1968 роках — інструктор, завідувач відділу ЦК ЛКСМ Вірменії.
Член КПРС з 1967 року.
У 1968—1972 роках — голова Комітету молодіжних організацій Вірменії.
У грудні 1972 — 14 травня 1975 року — 1-й секретар ЦК ЛКСМ Вірменії.
У травні 1975—1980 роках — 1-й секретар Ленінаканського міського комітету КП Вірменії.
У 1980—1984 роках — в апараті ЦК КПРС у Москві.
22 вересня 1984 — 22 січня 1986 року — заступник голови Ради міністрів Вірменської РСР.
9 грудня 1985 — 13 вересня 1988 року — секретар ЦК КП Вірменії.
У 1988—1991 роках — голова Вірменського товариства культурних зв'язків та співпраці із зарубіжними країнами .
У 1991—2000 роках — віцеконсул генерального консульства Російської Федерації в місті Александрія (Єгипет). За сумісництвом — директор Російського культурного центру в Єгипті.
Помер у 2000 році.

## Нагороди
- орден Трудового Червоного Прапора
- медалі